# Yuki Nagano
Yuki Nagano (長野 佑紀 Nagano Yuki?, 27 de junio de 1996) es una seiyū y cantante japonesa de la prefectura de Hiroshima, afiliada a Early Wing. Es conocida por interpretar a Yuzu Kichōgasaki en Ren'ai Bōkun, a Reina Koseki en The Idolmaster Cinderella Girls y a Alice Stardia en Ore dake Haireru Kakushi Dungeon: Kossori Kitaete Sekai Saikyou.

## Biografía
Yuki Nagano, oriunda de la prefectura de Hiroshima, nació el 27 de junio de 1997. Como fanática del anime desde la infancia, su sueño inicial era ser dibujante de manga. Sin embargo, después de ver la adaptación al anime de Shugo Chara!, decidió que "quería ser el personaje" y, por lo tanto, decidió dedicarse a la actuación de voz. Se formó en el Departamento de Actores de Voz y Talentos de Tokyo Animator Gakuin.
En 2017, Nagano hizo su debut como actriz de voz como Yuzu Kichōgasaki en Ren'ai Bōkun. Yuzu también fue el primer personaje para el que audicionó, y luego reveló en una entrevista con Animate Times que se sintió nerviosa después de dejar el micrófono durante su audición. En noviembre de 2020, fue elegida como Alice Stardia en Ore dake Haireru Kakushi Dungeon: Kossori Kitaete Sekai Saikyou.

## Filmografía
Los papeles principales están en negrita

### Anime
| Año  | Título                                                          | Rol              | Refs. |
| ---- | --------------------------------------------------------------- | ---------------- | ----- |
| 2017 | Ren'ai Bōkun                                                    | Yuzu Kichōgasaki | [ 4 ] |
| 2018 | Death March Kara Hajimaru Isekai Kyōsōkyoku                     | Ririo            | [ 1 ] |
| 2019 | Hōkago Saikoro Club                                             |                  | [ 1 ] |
| 2019 | Honzuki no Gekokujō                                             |                  | [ 1 ] |
| 2020 | Boku no Tonari ni Ankoku Hakaishin ga Imasu.                    | Joven Mogami     | [ 1 ] |
| 2020 | Jibaku Shōnen Hanako-kun                                        |                  | [ 1 ] |
| 2021 | Ore dake Haireru Kakushi Dungeon: Kossori Kitaete Sekai Saikyou | Alice Stardia    | [ 5 ] |
| 2025 | Tasokare Hotel                                                  | Ruri             | [ 6 ] |